# Béquille (médecine)
Pour les articles homonymes, voir Béquille.
 (décembre 2014).

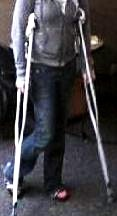
Béquilles avec appui aux aisselles.

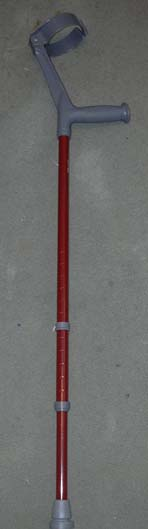
Canne anglaise.

Une béquille est un ustensile sur lequel une personne, gênée dans sa mobilité, prend appui au niveau des bras et épaules pour soulager la charge des jambes dans la marche ou la station debout. Généralement les béquilles vont par deux, contrairement aux cannes. La forme la plus élémentaire est celle d'un bâton taillé et façonné pour relier les épaules - aux aisselles - et le sol, tandis que des modèles plus évolués appelés cannes anglaises, plus courts, plus légers et ajustables, sont conçus pour être maintenus et dirigés uniquement par les avant-bras. En médecine, les béquilles aident les patients à marcher le temps de la rééducation ou en cas de handicap.